# Erich Staudacher
Erich Staudacher (* 1954 in Stuttgart) ist ein Generalmajor a. D. der Luftwaffe der Bundeswehr. In seiner letzten Verwendung war er Stellvertreter des Amtschefs des Planungsamtes der Bundeswehr in Berlin.

## Leben
Staudacher trat 1974 in die Bundeswehr ein. Danach wurde er zum Offizier der Luftwaffe ausgebildet und studierte Luft- und Raumfahrttechnik an der Universität der Bundeswehr München in Neubiberg (Diplom-Ingenieur). Er durchlief verschiedene Verwendungen und studierte Wirtschaftswissenschaften an der Fernuniversität in Hagen (Diplom-Ökonom). 1987/88 war er Einheitsführer Staffelchef Wartung und Waffenstaffel im Jagdbombergeschwader 31 in Nörvenich.
Von 1988 bis 1990 absolvierte er den Generalstabslehrgang (L) an der Führungsakademie der Bundeswehr (FüAkBw) in Hamburg. Im Anschluss wurde er im Luftwaffenamt (LwA) in Köln und im Führungsstab der Streitkräfte (Fü S) in Bonn verwendet. Von 1994 bis 1996 war er Kommandeur der Technischen Gruppe des Jagdbombergeschwaders 32 in Lechfeld. Von 1996 bis 1999 war er Militärattaché in der Ständigen Vertretung der Bundesrepublik Deutschland bei den Vereinten Nationen in New York. 1999 wurde er Leiter der Gruppe Logistische Grundsätze für die Luftwaffe beim Luftwaffenunterstützungskommando (LwUKdo) in Köln. 2001/02 war er Abteilungsleiter Einsatzverbände der Luftwaffe (A 4) beim Luftwaffenführungskommando (LwFüKdo) in Köln. 2002/03 wurde er Fachbereichsleiter Führung und Management an der FüAkBw. Von 2003 bis 2005 wurde er als Referatsleiter für alle Fliegenden Waffensysteme und deren Bewaffnung im Führungsstab der Luftwaffe (Fü L) in Bonn verwendet. 2005 wurde er Stellvertretender Befehlshaber im Wehrbereichskommando IV in München. Von 2007 bis 2009 war er Stellvertreter des Chefs des Stabes des Fü S. 2009/10  war er Stellvertreter des Befehlshabers des Streitkräfteunterstützungskommandos (SKUKdo) in Köln.
2010 wurde er als Chef des Stabes zum Fü L nach Bonn versetzt. Von 2012 bis 2014 war er Chef des Stabes Kommando Luftwaffe in Berlin. 2014 war er Geschäftsführer und Chief Operations Officer bei der LH Bundeswehr Bekleidungsgesellschaft (LHBw) in Köln. Von 2015 bis zum 20. September 2016 war er Stellvertreter des Amtschefs des Planungsamtes der Bundeswehr (PlgABw) in Berlin. Zum 1. Dezember 2016 trat Staudacher in den Ruhestand.
Er ist Mitglied des Beirates der Clausewitz-Gesellschaft.